# 래리 도비
로렌스 유진 "래리" 도비(Lawrence Eugene "Larry" Doby, 1923년 12월 13일 ~ 2003년 6월 18일)는 미국의 전 프로 야구 선수로, 니그로 리그 베이스볼과 메이저 리그 베이스볼(MLB)에서 뛰었다. 메이저 리그 역사상 두번째 아프리카계 미국인 선수였다. 사우스캐롤라이나주 캠던에서 태어났다. 고등학교 때 세 종목에 주 대표로 나갈 만큼 실력이 되었던 그는 롱아일랜드 대학교에서 농구 장학금을 받았다. 17세에 니그로 리그의 뉴어크 이글스의 2루수로 프로 생활을 시작했다. 제2차 세계 대전 중에는 해군에서 복무했다. 병역을 마치고 1946년 팀에 복귀해 동료 몬테 어빈과 함께 그해 이글스의 니그로 리그 월드 시리즈 우승을 이끌었다.
1947년 7월 재키 로빈슨의 뒤를 따라 메이저 리그의 인종 장벽을 깼다. 빌 비크의 클리블랜드 인디언스와 계약하면서 아메리칸 리그(AL)의 첫 아프리카계 미국인 출신 선수가 되었다. 그는 니그로 리그에서 메이저 리그로 직행한 첫 선수이기도 했다. 7년 연속 올스타 중견수의 경력을 남긴 그는 1948년에는 동료 사첼 페이지와 함께 월드 시리즈 우승을 경험한 첫 아프리카계 미국인 선수가 되었다. 1954년 시즌에는 아메리칸 리그 홈런과 타점 부문 1위를 차지했으며, AL MVP 투표 2위를 차지했다. 그해 소속팀 인디언스는 프랜차이즈 역사상 최다승인 111승을 거두며 리그 페넌트 우승을 거머쥐었다. 이후 시카고 화이트삭스. 디트로이트 타이거스, 일본 프로 야구의 주니치 드래건스를 거친 뒤 1962년 은퇴하였다.
화이트삭스에서 메이저 리그 역사상 두 번째 아프리카계 미국인 출신 감독을 맡았으며, 1995년에는 아메리칸 리그의 중역을 맡았다. NBA 팀인 뉴저지 네츠의 임원으로 일하기도 했다. 1998년 베테랑 위원회의 선정으로 미국 야구 명예의 전당에 헌액되었다.

## 어린 시절
사우스캐롤라이나주 캠던에서 태어났다. 그의 부친 데이비드는 래리가 아직 어릴 때 자신의 결혼 생활을 깨는 데 이끈 북부에서 경주로 긴 여행을 떠난 마부였다. 그의 모친 에타도 북부에 직업을 찾으러 떠났고, 래리는 자신의 조모, 그러고나서 자신의 이모와 삼촌에 의하여 길러졌다. 그들에게 길러지는 동안에 도비는 캠던에서 감리교회에 의하여 운영된 학교에서 배우는 도중에 처음으로 스포츠를 시작하였다. 고등학교를 들어갈 준비를 할 때 그는 뉴저지주 패터슨에서 모친과 재회하였다. 패터슨의 이스트사이드 고등학교에서 그는 빠르게 자신을 재능있는 육상 선수로 증명하여 미식축구, 야구, 농구와 육상에서 11개의 대학 편지들을 받았다. 프로 야구에서 자신의 초기 경험의 징조를 보인 도비는 학교의 미식축구 팀에서 홀로의 흑인 선수였다.
고등학교를 졸업하기 바로 전에 도비는 자신의 아마추어 지위를 보호하는 데 "래리 워커"라는 이름 아래 니그로 내셔널 리그의 뉴어크 이글스를 위하여 자신의 첫 프로 야구 경기를 가졌다. 롱아일랜드 대학교와 버지니아 유니언에서 1942 ~ 43의 대학 시절 후에 그는 해군으로 징병되었다. 1946년 귀국 후, 재키 로빈슨이 내셔널 리그의 브루클린 다저스에 의하여 계약이 맺어졌다.

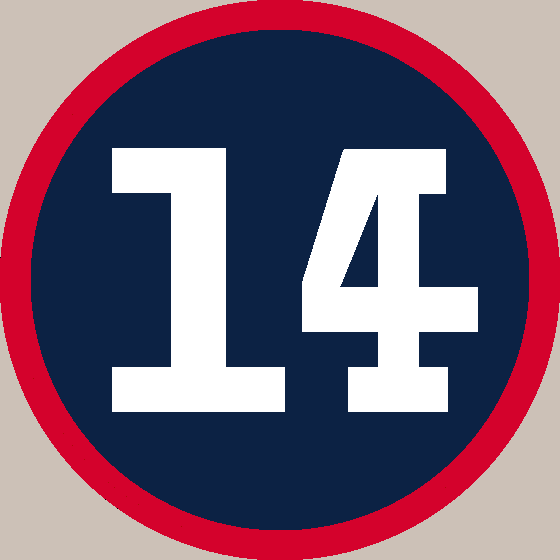
클리블랜드 인디언스에 의하여 영구 결번된 도비의 등번호 14

## 메이저 리그로 입단
22세의 2루수 도비는 1946년 뉴어크 이글스에 재입단하여 .348점을 타구하여 이글스가 니그로 리그 월드 시리즈에서 캔자스시티 모나크스에 승리를 거두는 데 도움을 주었다. 그러고나서 클리블랜드 인디언스의 소유자 빌 비크에 의하여 그에게 운명이 개입되었다. 비크는 인디언스를 위하여 흑인 선수를 찾고 있었다. 1947년의 첫 중반을 위하여 .414의 타율과 14개의 홈런을 자랑하는 데 추가한 도비에 좋은 보고들을 가졌고, 담배를 피우거나 술에 취하거나 욕을 하지 않았다. 비크는 이글스로부터 도비의 계약을 가져왔다. 그는 1947년 상반기를 위하여 .414의 타구 평균과 14개의 홈런을 자랑하는 데 추가된 도비에 좋은 보고들을 가졌다. 7월 3일 인디언스가 시카고에서 경기를 가진 동안 도비는 아메리칸 리그의 첫 흑인 선수로서 데뷔하였다.
다저스의 로빈슨 같이 비크는 다른 선수들로부터 세워진 다른 규칙들에 의하여 그를 처신하였는 데 도비가 마주칠 피할 수 없는 인종적 모욕들에 반응하지 말라고 하였다. 그는 필드에서 반항하면 안되었다. 그는 심판들과 불동의하거나 팬들에게 반응할 수 없었다. 그의 결심은 자신이 인디언스에 입단할 때의 시험적 형성에 놓였다. 팀에게 소개될 때 어떤 인디언스 선수들은 도비와 악수하는 것을 거부하였다. 경기가 있기 전에 필드에서 그는 2루수 조 고든이 그에게 공을 던지고 그와 준비 운동을 하기 전에 5분 동안 홀로 서있었다.
그 일들은 경멸들의 시작이었다. 전국에 걸쳐 호텔들은 도비가 그의 인디언스 동료들과 방을 나누는 것을 거부하였고, 식당들에서 그에게 서비스가 거절되었다. 그는 봄 훈련이 있는 동안 남부에서 구장에 들어오는 데 쫓겨났다. 자신의 첫 세월 동안 인디언스 팀에 다른 흑인 선수들이 없으면서 도비는 홀로 도로에서 시간들을 보내는 데 강요되었다. 로빈슨이 초기에 빅리그들로 들어갔던 어떤 생각이 든 사실이 나온지 40년 후에 도비를 위한 쉬운 길들을 만들었다.
도비는 자신의 첫 타수에서 스트라이크아웃 되었고 1947년 시즌의 나머지의 대부분을 벤치에 앉아있는 신세가 되었다. 자신이 내야수에서 올스타들인 조 고든 혹은 루 부드로를 대체할 수 없는 것을 알아차리자 인디언스는 1948년 도비를 외야수로 전향시켰다. 그는 그 포지션에서 활약한 적이 없었으나 몇년 안에 자신을 야구에서 가장 좋은 방어적 중견수로 만들었다.

## 스타 선수가 되다
도비는 1948년 자신의 소유로 오기 시작하였다. 그는 그해에 14개의 홈런을 치고, 66개의 득점에서 녹을 얻고 .301의 평균과 끝내면서 월드 시리즈에서 인디언스가 보스턴 브레이브스에 승리를 거두는 도움을 주었다. 다가오는 해에 그는 7개의 연속적 아메리칸 리그 올스타 팀에 임명되었다. 1952년과 1954년 그는 아메리칸 리그의 홈런 챔피언이었으며, 1954년 타점들에서 그리고 1952년 득점들에서 리그를 이끌었다. 1950년 스포팅 뉴스는 도비를 조 디마지오를 앞서는 데 야구에서 최고의 중견수로 임명하였다. 그 일들은 고통 없이 일어났지만, 많은 도로 여행들이 있는 동안에 그의 동료 선수들로부터 차별은 지속되었다. 1951년 폭락이 일어난 후, 그는 아메리칸 리그 페넌트에서 인디언스가 뉴욕 양키스를 꺾는 데 실패에 책임이 지어지고 말았고, 인디언스는 그의 이적을 요구하였다.
1952년으로 봐서 2만 8천 달러의 샐러리와 함께 도비는 스타 투수 밥 펠러를 제외한 인디언스 팀에 최고 유급 선수였다. 도비는 1954년 인디언스를 또다른 페넌트로 이끌었지만 팀은 월드 시리즈에서 뉴욕 자이언츠에게 패하였다. 1955년 부상들의 이유로 그의 상연은 떨어졌다. 그해 시즌의 말기에 도비는 시카고 화이트삭스로 이적되었다. 그는 1956년 잘 활약하였으나 부상들이 시작되었다. 그는 1959년 태평양 해안 리그의 샌디에이고 파드리스와 함께 경기에서 자신이 발목뼈가 부러지기 전에 볼티모어 오리올스, 인디언스, 디트로이트 타이거스, 화이트삭스와 함께 활약하러 갔다. 부상은 도비의 메이저 리그 경력을 끝냈다.
1962년 그와 전 다저스 선수 돈 뉴콤브는 시즌을 위하여 일본 프로 야구의 주니치 드래건스에 입단하여 일본에서 야구를 하는 데 첫 메이저 리스 선수들이 되었다. 귀국 후, 도비는 뉴저지주 뉴어크로 이주하여 도시를 파멸한 1967년의 여름 인종 폭동을 경험하였다. 1968년 초순에 그는 기자 회견에서 아프리카계 미국인 감독 혹은 코치들이 생기기 전에 흑인들이 아마 경기장을 불태울 것이었다고 말하였다. 소감은 커미셔너 보위 쿤의 신경에 손대어 1969년 쿤은 도비가 몬트리올 엑스포스에 의하여 스카우트로서 기용되는 데 협정하였다. 1971년으로 봐서 도비는 엑스포스의 타구 코치로서 칭찬을 받았다.

## 감독 직을 찾으며
도비는 감독이 되는 데 자신의 전망을 가졌다. 겨울 야구를 감독한 시즌 후에 그는 자신에게 감독직이 가능하다고 알려지게 하였다. 불행하게도 1970년대의 야구는 1940년대에 흑인 선수들을 수용하면서 흑인 감독들을 수용하는 데 마지못해 보였다. 도비는 자신이 인디언스에서 감독직을 위한 선에 있을 이해와 함께 팀의 코치 직을 차지하였다. 감독이 해고되자 도비는 또 다른 아프리카계 미국인 프랭크 로빈슨의 호의에서 통과되었다. 엑스포스와 코치 직위에 돌아온 그는 감독직을 위한 하나의 시즌 안에 2번이나 더 통과하였다. 용기를 잃은 그는 야구를 정식으로 떠나는 것을 숙고하였다.
1977년 도비의 오랜 선도자 빌 비크가 시카고 화이트삭스와 함께 그에게 코치 직위를 마련하였다. 1978년 팀이 느린 시작으로 출발할 때 비크는 도비에게 팀을 감독하는 데 마련하였다. 그 일은 도비에게 괴로우면서도 즐거운 기회였다. 그는 자신의 친구이자 인디언스의 동료 밥 레몬을 대체하려고 하였다. 비크는 도비를 신분들에서 클럽을 회전하는 것 뿐만 아니라 또한 코미스키 파크에서 더 많은 흑인 팬들을 끌어들이는 것을 원하였다. 실현이 된 것이 아닌지 도비는 대체되었다. 그는 2번째 흑인 메이저 리그 감독이 되었으나 자신이 할 수 있던 공명한 기회를 보이는 데 실패하였다.
화이트삭스를 떠난 후 NBA의 뉴저지 네츠의 임원이 되었다. 1990년대에 그는 후에 아메리칸 리그의 특별 중역이 되었다.
1997년 도비는 메이저 리그 베이스볼을 합치는 데 자신의 개척 노력들로 오래 연착된 어떤 인정들을 받기 시작하였다. 그는 클리블랜드에서 열린 그해의 올스타 경기에서 첫 투수 기념식에서 공을 던졌다. 1998년 8월 그는 야구 명예의 전당에 헌액되었다. 선수와 코치로서 자신이 고통을 겪어야 했던 재판들에 불구하고 도비는 쓰라리지 않았다. 인종적 문제를 가진 야구를 느낀 멀리에서 그는 그 일이 미국 사회를 위하여 길을 이끌었다고 믿고 있다.
2003년 뉴저지주 몬트클레어에 있는 저택에서 오랜 지병으로 사망하였다.

## 같이 보기
- 베네수엘라 프로페셔널 베이스볼 리그